# Japán női labdarúgó-bajnokság (első osztály)
A Nadeshiko League (Jなでしこリ; Hepburn: Nadeshiko Rīgu) a Japán Női Labdarúgó Bajnokság (日本女子サッカーリーグ; Hepburn: Nihon Joshi Sakkā Rīgu) legfelsőbb osztályának elnevezése 1989 óta.

## A 2020-as szezon résztvevői
| Klub                  | Alapítás éve | Település, prefektúra | Stadion                       | Férőhely |
| --------------------- | ------------ | --------------------- | ----------------------------- | -------- |
| Albirex Niigata       | 2007         | Niigata, Niigata      | Niigata City Athletic Stadion | 18 671   |
| Cerezo Osaka          | 2005         | Oszaka, Oszaka        | Kincso Stadion                | 18 000   |
| Ehime FC              | 2011         | Macujama, Ehime       | Ningineer Stadion             | 20 000   |
| Iga FC Kunoicsi       | 1976         | Iga, Mie              | Ueno Undo Koen                | 4 500    |
| INAC Kobe Leonessa    | 2005         | Kóbe, Hjógo           | Noevir Stadion                | 30 132   |
| JEF United            | 1989         | Icsihara, Csiba       | Fukuda Densi Arena            | 19 781   |
| Mynavi Vegalta Sendai | 2013         | Szendai, Mijagi       | Yurtec Stadion                | 19 694   |
| Nippon TV Beleza      | 1989         | Inagi, Tokió          | Inagi Central Park            | 10 000   |
| Nodzsima Sztella      | 2012         | Szagamihara, Kanagava | Szagamihara Gion Stadion      | 11 808   |
| Urava Red Diamonds    | 1998         | Szaitama, Szaitama    | Urava Komaba Stadion          | 21 500   |

## Bajnokok
Az alábbi lista az 1989 óta megrendezésre kerülő Japán női bajnokságok győzteseit tartalmazza.
| Év   | Bajnok                        |
| ---- | ----------------------------- |
| 1989 | Simizu FC                     |
| 1990 | Yomiuri Beleza                |
| 1991 | Yomiuri Beleza                |
| 1992 | Yomiuri Nippon Beleza         |
| 1993 | Yomiuri Nippon Beleza         |
| 1994 | Macusita Electric             |
| 1995 | Prima Ham Kunoicsi            |
| 1996 | Nikko Securities Dream Ladies |
| 1997 | Nikko Securities Dream Ladies |
| 1998 | Nikko Securities Dream Ladies |
| 1999 | Prima Ham Kunoicsi            |
| 2000 | Nippon TV Beleza              |
| 2001 | Nippon TV Beleza              |
| 2002 | Nippon TV Beleza              |
| 2003 | Taszaki Perule                |
| 2004 | Szaitama Reinas               |
| 2005 | Nippon TV Beleza              |
| 2006 | Nippon TV Beleza              |
| 2007 | Nippon TV Beleza              |
| 2008 | Nippon TV Beleza              |
| 2009 | Urava Red Diamonds            |
| 2010 | Nippon TV Beleza              |
| 2011 | INAC Kobe Leonessa            |
| 2012 | INAC Kobe Leonessa            |
| 2013 | INAC Kobe Leonessa            |
| 2014 | Urava Red Diamonds            |
| 2015 | Nippon TV Beleza              |
| 2016 | Nippon TV Beleza              |
| 2017 | Nippon TV Beleza              |
| 2018 | Nippon TV Beleza              |
| 2019 | Nippon TV Beleza              |
| 2020 | Urava Red Diamonds            |
| 2021 | Iga FC Kunoicsi               |

### Klubonként
| Klub                          | Bajnok | Győztes évek                                                                                         |
| ----------------------------- | ------ | --- |
| Nippon TV Beleza              | 17     | 1990, 1991, 1992, 1993, 2000, 2001, 2002, 2005, 2006, 2007, 2008, 2010, 2015, 2016, 2017, 2018, 2019 |
| Urava Red Diamonds            | 4      | 2004, 2009, 2014, 2020                                                                               |
| Nikko Securities Dream Ladies | 3      | 1996, 1997, 1998                                                                                     |
| INAC Kobe Leonessa            | 3      | 2011, 2012, 2013                                                                                     |
| Iga FC Kunoicsi               | 3      | 1995, 1999, 2021                                                                                     |
| Simizu FC                     | 1      | 1989                                                                                                 |
| Macusita Electric             | 1      | 1994                                                                                                 |
| Taszaki Perule                | 1      | 2003                                                                                                 |